# Chimezie Metu
Chimezie Chukwudum Metu (Los Ángeles, California, 22 de marzo de 1997) es un baloncestista estadounidense, de ascendencia nigeriana, que pertenece a la plantilla del FC Barcelona de la liga ACB. 2,08 metros de estatura, juega indistintamente en las posiciones de ala-pívot o de pívot.

## Trayectoria deportiva

### Universidad
Jugó tres temporadas con los Trojans de la Universidad del Sur de California, en las que promedió 12,3 puntos, 6,3 rebotes, 1,2 asistencias y 1,6 tapones por partido. En 2017 fue elegido como jugador más mejorado de la Pac-12 Conference e incluido en el segundo mejor quinteto de la conferencia, mientras que al año siguiente apareció en el primer equipo.
Al término de su temporada júnior, se declaró elegible para el Draft de la NBA, renunciando a su último año de universidad.

#### Estadísticas
| Año     | Equipo | PJ  | PT | MPP  | %TC  | %3P  | %TL  | RPP | APP | ROB | TPP | PPP  |
| ------- | ------ | --- | -- | ---- | ---- | ---- | ---- | --- | --- | --- | --- | ---- |
| 2015–16 | USC    | 34  | 2  | 18.5 | .518 | .000 | .513 | 3.6 | .5  | .6  | 1.6 | 6.4  |
| 2016–17 | USC    | 36  | 36 | 31.3 | .552 | .500 | .741 | 7.8 | 1.4 | .8  | 1.5 | 14.8 |
| 2017–18 | USC    | 34  | 33 | 31.0 | .523 | .300 | .730 | 7.4 | 1.6 | .8  | 1.7 | 15.7 |
| Total   | Total  | 104 | 71 | 27.0 | .533 | .302 | .692 | 6.3 | 1.2 | .7  | 1.6 | 12.3 |

### Profesional
Fue elegido en la cuadragésimo novena posición del Draft de la NBA de 2018 por San Antonio Spurs. Más tarde el club anunció que participaría en las Ligas de Verano de la NBA. El 4 de septiembre de 2018, finalmente Metu firma con San Antonio Spurs. El 20 de octubre, hizo su debut en la NBA, saliendo desde el banquillo, ante Portland Trail Blazers.
Después de dos años en San Antonio, el 20 de noviembre de 2020, los Spurs cortaron a Metu. El 28 de noviembre, firma con Sacramento Kings. Pero el 21 de diciembre es cortado por los Kings. Tres días más tarde es llamado de nuevo para firmar con los Kings un contrato dual.
Durante su segunda temporada en Sacramento, el 29 de diciembre de 2021, anota una canasta ganadora sobre la bocina para vencer a los Dallas Mavericks.
Tras tres años con los Kings, en junio de 2023, firma contrato con Phoenix Suns por una temporada.
El 8 de febrero de 2024 es traspasado a Memphis Grizzlies en un intercambio entre tres equipos, pero fue cortado al día siguiente.
El 20 de marzo de 2024 firmó un contrato de 10 días con los Detroit Pistons, renovando hasta final de temporada el 30 de marzo.
El 30 de julio de 2024 el FC Barcelona de la liga ACB anunció a Metu como nuevo jugador con un contrato de un año.

## Selección nacional
En verano de 2021, fue parte de la selección absoluta nigeriana que participó en los Juegos Olímpicos de Tokio 2020, que quedó en décimo lugar.

## Estadísticas de su carrera en la NBA

### Temporada regular
| Año     | Equipo      | PJ  | PT | MPP  | %TC  | %3P  | %TL  | RPP | APP | ROB | TPP | PPP  |
| ------- | ----------- | --- | -- | ---- | ---- | ---- | ---- | --- | --- | --- | --- | ---- |
| 2018-19 | San Antonio | 29  | 0  | 5.0  | .328 | .000 | .765 | 1.2 | .4  | .2  | .1  | 1.8  |
| 2019-20 | San Antonio | 18  | 0  | 5.8  | .571 | .000 | .769 | 1.8 | .6  | .2  | .3  | 3.2  |
| 2020-21 | Sacramento  | 36  | 6  | 13.6 | .508 | .351 | .721 | 3.1 | .8  | .4  | .5  | 6.3  |
| 2021-22 | Sacramento  | 60  | 20 | 21.3 | .452 | .306 | .780 | 5.6 | 1.0 | .9  | .5  | 8.9  |
| 2022-23 | Sacramento  | 66  | 0  | 10.4 | .589 | .237 | .740 | 3.0 | .6  | .3  | .3  | 4.9  |
| 2023-24 | Phoenix     | 37  | 5  | 12.1 | .508 | .294 | .884 | 3.0 | .5  | .5  | .2  | 5.0  |
| 2023-24 | Detroit     | 14  | 7  | 29.4 | .500 | .302 | .952 | 6.0 | 1.9 | 1.7 | .5  | 10.5 |
| Total   | Total       | 260 | 38 | 13.7 | .495 | .298 | .787 | 3.5 | .8  | .5  | .4  | 5.9  |

### Playoffs
| Año   | Equipo     | PJ | PT | MPP | %TC  | %3P | %TL  | RPP | APP | ROB | TPP | PPP |
| ----- | ---------- | -- | -- | --- | ---- | --- | ---- | --- | --- | --- | --- | --- |
| 2023  | Sacramento | 3  | 0  | 2.0 | .000 | —   | .667 | .3  | .0  | .0  | .0  | .7  |
| Total | Total      | 3  | 0  | 2.0 | .000 | —   | .667 | .3  | .0  | .0  | .0  | .7  |